# 2. duben
2. duben je 92. den roku podle gregoriánského kalendáře (93. v přestupném roce). Do konce roku zbývá 273 dní. Svátek má Erika.

## Události

### Česko
- 1921 – V Těšíně (v současnosti Český Těšín a Cieszyn) byl ukončen provoz tramvají.
- 1950 – Na sjezdu v Praze vznikl jednotný Československý svaz žen.
- 1981 – V Praze byl otevřen Palác kultury, dnešní Kongresové centrum Praha.
- 1992 – Československá strana lidová se přejmenovala na Křesťanskou a demokratickou unii - Československou stranu lidovou (KDU-ČSL).

### Svět
- 0238 – Došlo k zatmění Slunce.
- 1453 – Započalo obléhání Konstantinopole.
- 1513 – Španělský cestovatel a konkvistador Juan Ponce de León objevil Floridu.
- 1615 – Byl položen základní kámen Lucemburského paláce v Paříži, který si nechala postavit Marie Medicejská.
- 1792 – V USA byl zaveden dolar jako oficiální platidlo.
- 1900 – Zavedení povinné školní docházky v Belgii.
- 1902 – První kino, určené pouze k promítání filmů, bylo otevřeno v Los Angeles. Bylo umístěno v cirkusovém stanu a neslo název Elektrické divadlo.
- 1917 – První světová válka: Americký prezident Woodrow Wilson požádal americký kongres o vyhlášení války Německu.
- 1945 – Sovětská a bulharská vojska zahájila Vídeňskou operaci.
- 1975 – V kanadském Torontu byla dokončena věž CN Tower, která byla se svými 553 metry nejvyšší stavbou světa do roku 2007.
- 1982 – Argentinské speciální jednotky bez většího odporu dobyly hlavní město Falkland Port Stanley a zahájily tak válku o Falklandy.
- 1998 – Francouzský politik Maurice Papon byl odsouzen na deset let vězení za  svůj podíl na deportacích Židů během druhé světové války.
- 2015 – Islamisté ze skupiny Aš-Šabáb povraždili při útoku na univerzitu v Garisse 149 lidí.
- 2016 – Na hranicích mezinárodně neuznané Náhorně-karabašské republiky propukly intenzivní boje mezi arménskými a ázerbájdžánskými ozbrojenými silami.
- 2019 – Google ukončil provoz sociální sítě Google+.

## Narození

### Česko

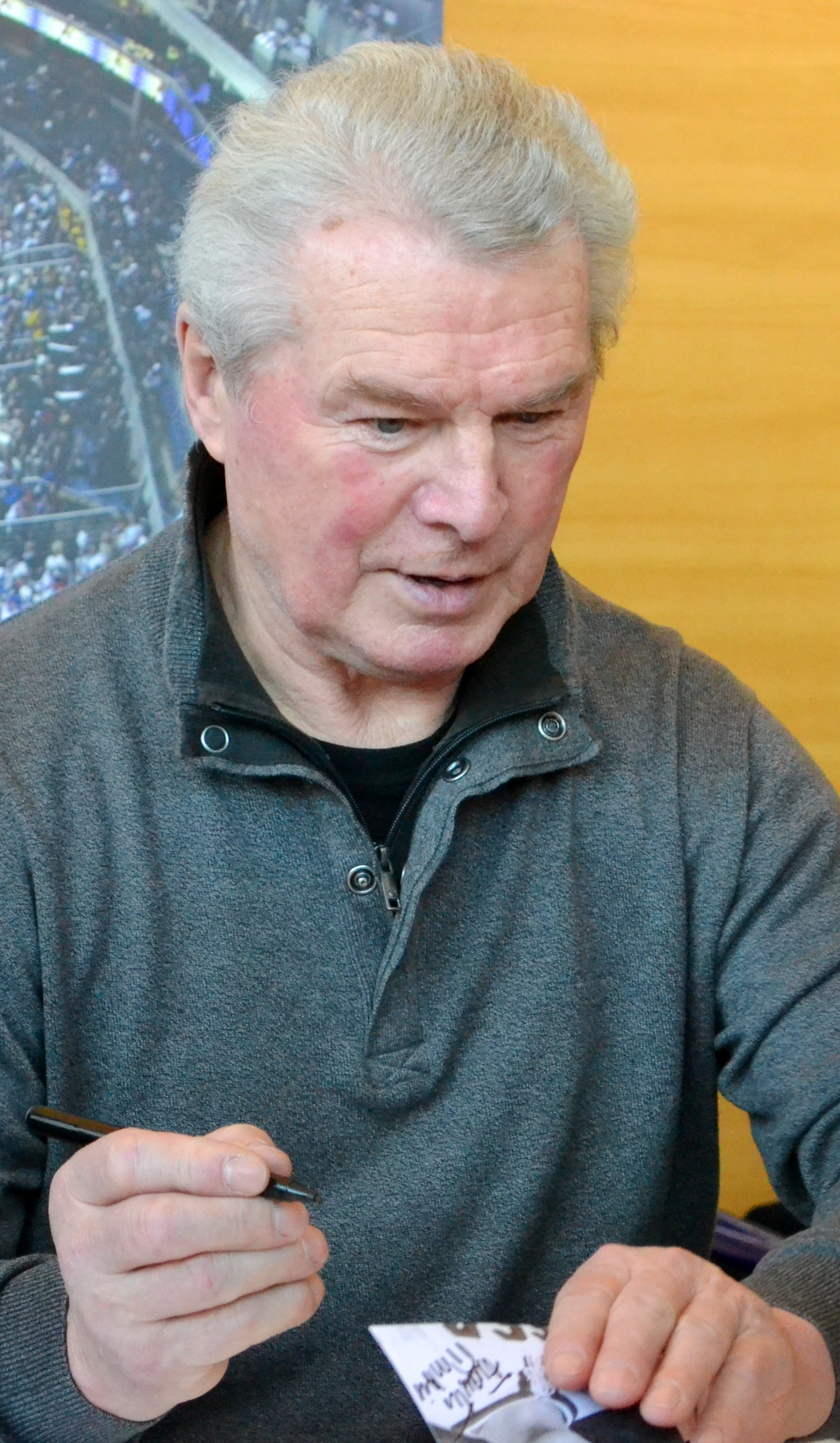
František Pospíšil (* 1944)

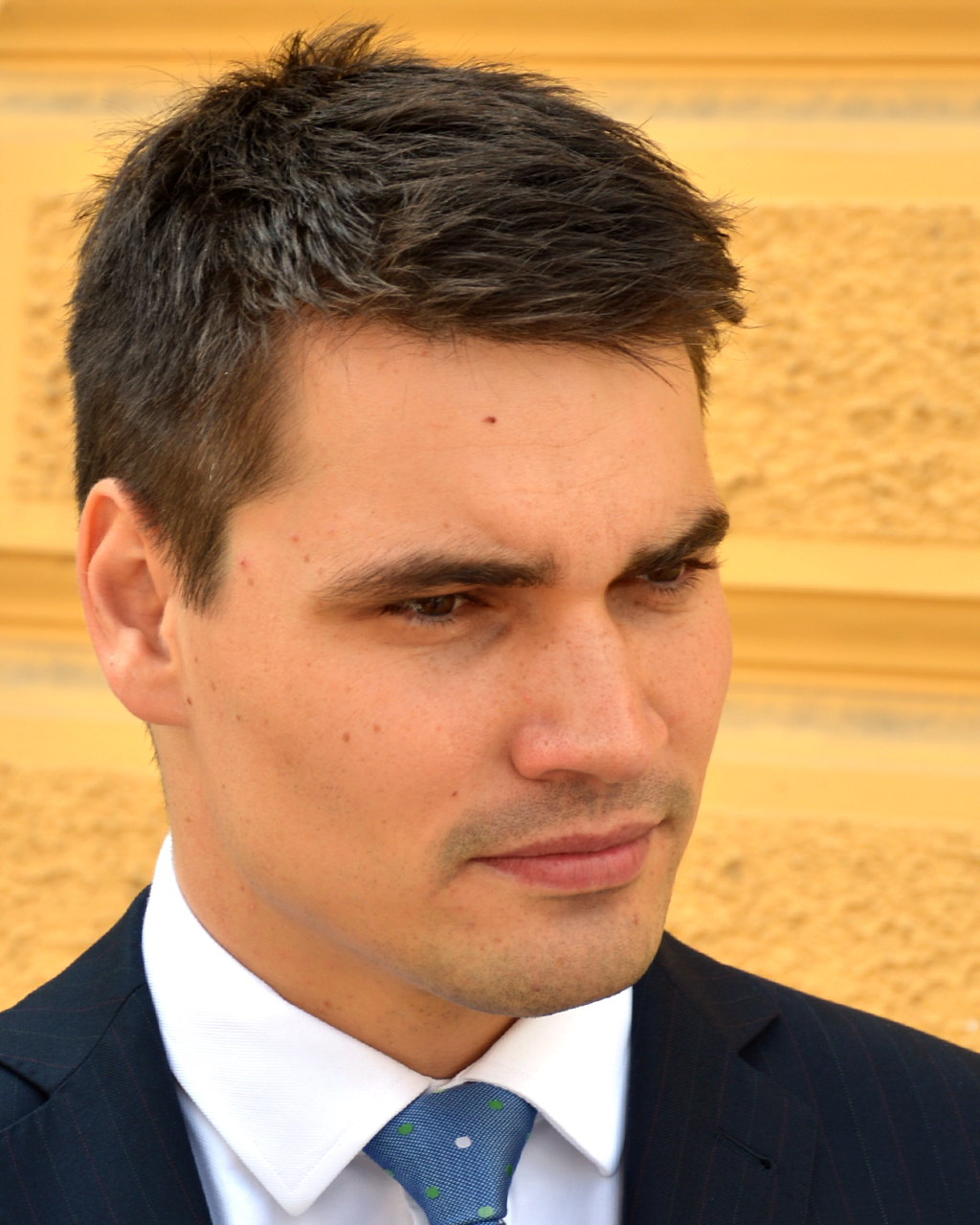
Daniel Stach (* 1988)

- 1815 – Alois Pravoslav Trojan, právník a politik († 9. února 1893)
- 1820 – František Buttula, violoncellista a hudební pedagog († 28. května 1886)
- 1838 – Josef Kalousek, historik († 22. listopadu 1915)
- 1840 – Jan Karel Hraše, pedagog, regionální historik a dramatik († 6. května 1907)
- 1844 – Vojtěch Kryšpín, učitel a literární historik († 26. března 1920)
- 1868 – Ludwig Wokurek, československý politik německé národnosti († ?)
- 1871
  - František Hošek, sochař († 9. května 1895)
  - Václav Kotrba, knihtiskař, vydavatel a knihkupec († 1. prosince 1929)
- 1875 – Josef Šnejdárek, voják († 13. května 1945)
- 1879 – Tomáš Koutný, československý novinář a politik († 7. února 1958)
- 1885 – František Taufer, moravský básník a prozaik († 22. července 1915)
- 1891
  - Josef Fischer, filozof, sociolog a publicista († 19. února 1945)
  - Zdeněk Novák, legionář, prvorepublikový generál, odbojář († 23. října 1988)
- 1897 – Marie Waltrová, herečka († 20. července 1978)
- 1903 – Jaromír Hořejš, básník († 2. prosince 1961)
- 1904 – František Hochmann, československý fotbalový reprezentant († 4. března 1986)
- 1907 – Emilie Bednářová, spisovatelka († 26. února 1998)
- 1912 – Rudolf Štrubl, kapelník, klarinetista a hudební skladatel († 16. února 1982)
- 1916 – Miloslav Stehlík, dramatik († 15. července 1994)
- 1921 – Josef Hrnčíř, dirigent a muzikolog († 31. srpna 2014)
- 1926
  - Jiří Adamíra, herec († 14. srpna 1993)
  - Miroslav Liberda, právník († 7. ledna 1998)
- 1928 – Pavel Krbálek, sochař, šperkař a malíř († 29. srpna 2015)
- 1929 – Vladimír Novák, voják a spisovatel
- 1932
  - Miloš Navrátil, historik hudby a pedagog († 21. února 2019)
  - Karel Nepraš, výtvarník († 5. dubna 2002)
- 1941
  - Jana Andresíková, herečka († 19. října 2020)
  - Aleš Svoboda, anglista a lingvista, vysokoškolský pedagog († 9. ledna 2010)
- 1943 – Jiří Pavlov, politik († 12. května 2004)
- 1944 – František Pospíšil, hokejový obránce a trenér
- 1947 – Věra Beranová, estetička a kunsthistorička († 4. května 2023)
- 1953 – Petr Štěpánek, rektor Vysokého učení technického v Brně
- 1966 – Roman Pokorný, jazzový kytarista
- 1975 – Aleš Pikl, fotbalista
- 1978 – Petra Faltýnová, modelka
- 1988 – Daniel Stach, moderátor

### Svět

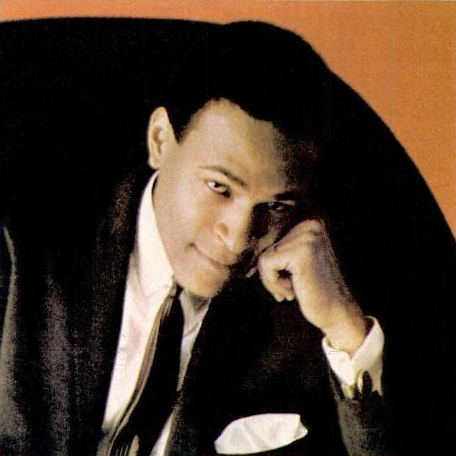
Marvin Gaye (* 1939)

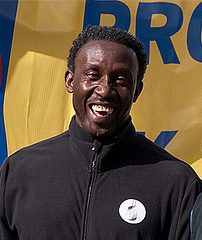
Linford Christie (* 1960)

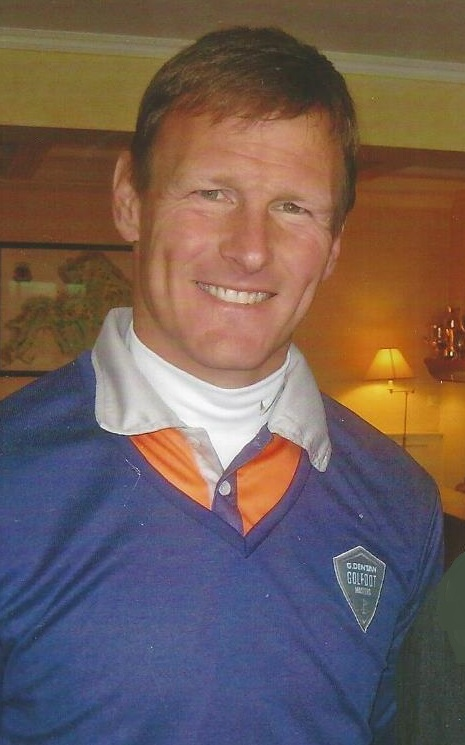
Teddy Sheringham (* 1966)

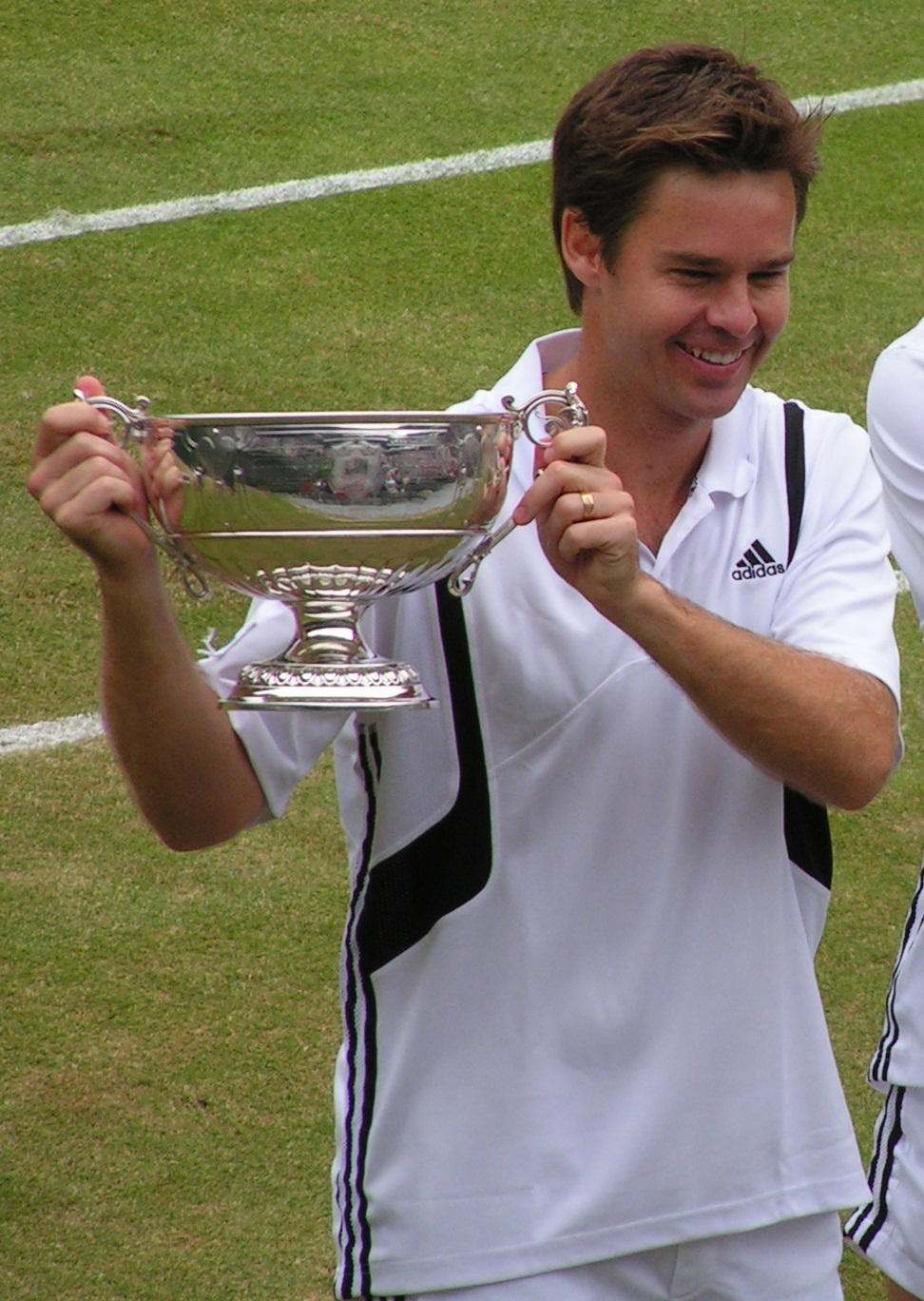
Todd Woodbridge (* 1971)

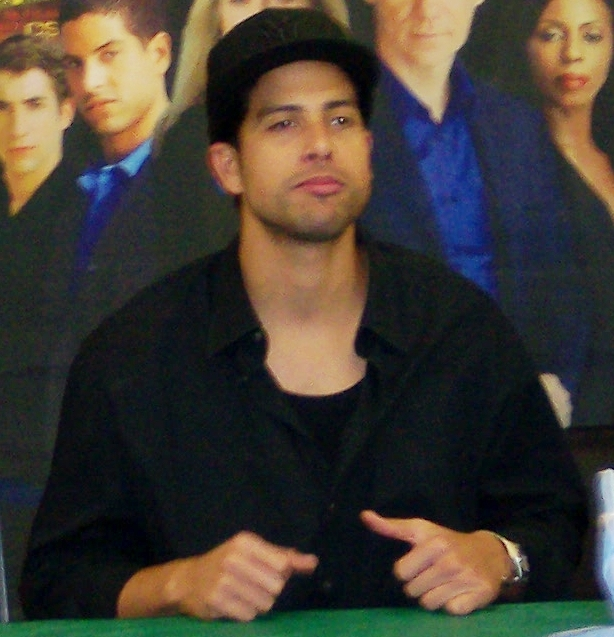
Adam Rodriguez (* 1975)

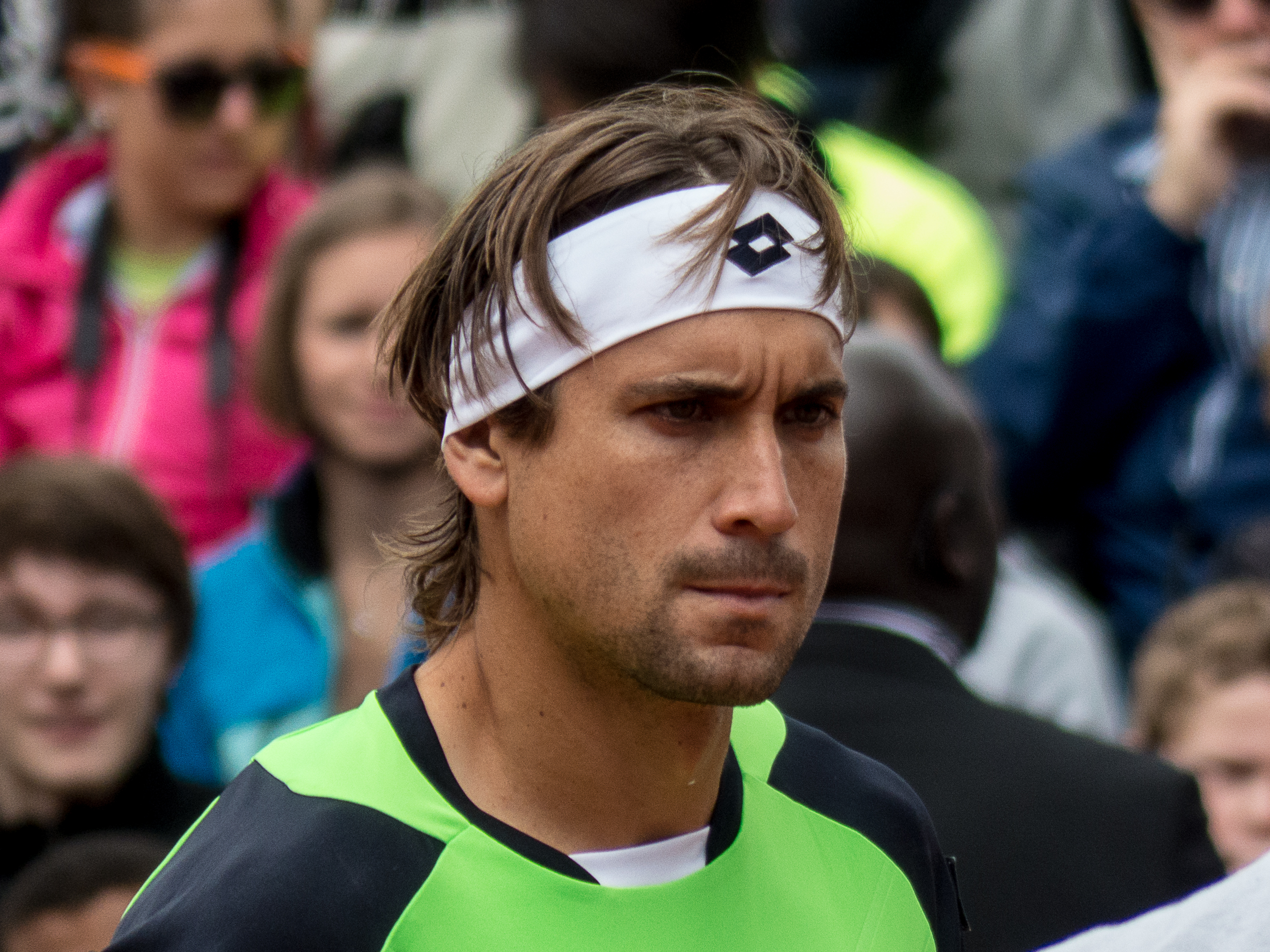
David Ferrer (* 1982)

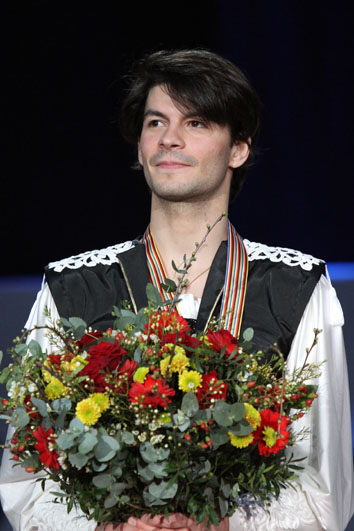
Stéphane Lambiel (* 1985)

- 0748 – Karel Veliký, římský císař († 28. ledna 814)
- 1348 – Andronikos IV., byzantský císař († 28. června 1385)
- 1473 – Jánoš Korvín, nemanželský syn uherského a českého krále Matyáše Korvína († 12. října 1504)
- 1545 – Alžběta z Valois, španělská královna († 3. října 1568)
- 1618 – Francesco Maria Grimaldi, jezuitský kněz, fyzik a astronom († 28. prosince 1663)
- 1632 – Georg Caspar Wecker, německý barokní varhaník a hudební skladatel († 20. dubna 1695)
- 1647 – Maria Sibylla Merianová, švýcarská malířka a entomoložka († 13. ledna 1717)
- 1653 – Jiří Dánský, manžel Anny Stuartovny, princ-manžel Království Velké Británie († 28. října 1708)
- 1706 – Johann Joseph Würth, rakouský stříbrník, autor náhrobku sv. Jana Nepomuckého († 30. září 1767)
- 1719
  - Franz Anton Hillebrandt, rakouský stavitel († 25. ledna 1797)
  - Johann Wilhelm Ludwig Gleim, německý básník († 18. února 1803)
  - Vincenzo Legrenzio Ciampi, italský hudební skladatel († 30. března 1762)
- 1725 – Giacomo Casanova, dobrodruh a spisovatel († 4. června 1798)
- 1733 – Giacomo Tritto, italský hudební skladatel a pedagog († 16. září 1824)
- 1778 – Teresa Pola, italská šlechtična († 23. dubna 1814)
- 1798 – August Heinrich Hoffmann von Fallersleben, německý básník († 19. ledna 1874)
- 1805 – Hans Christian Andersen, spisovatel († 4. srpna 1875)
- 1817 – Pierre Zaccone, francouzský spisovatel († 12. dubna 1895)
- 1827
  - Dionýz Štúr, slovenský geolog a paleontolog († 9. října 1893)
  - William Holman Hunt, anglický malíř († 7. září 1910)
- 1835 – Adolf Medzihradský, slovenský pedagog († 13. prosinec 1919)
- 1838 – Robert von Holzknecht, předlitavský státní úředník a politik († 12. července 1918)
- 1840 – Émile Zola, francouzský spisovatel († 29. září 1902)
- 1841
  - Clément Ader, francouzský inženýr a vynálezce († 3. května 1925)
  - George Turner, anglický malíř († 29. března 1910)
- 1842 – Svatý Dominik Savio, patron ministrantů († 9. března 1857)
- 1860 – Čeng Siao-sü, čínský politik, diplomat a umělec († 28. března 1938)
- 1862 – Nicholas Murray Butler, americký filosof a diplomat († 7. prosince 1947)
- 1867 – Eugen Sandow, anglický kulturista († 14. října 1925)
- 1871 – Max Ernst, německý malíř († 1976)
- 1875 – Walter Chrysler, zakladatel automobilky Chrysler († 18. srpna 1940)
- 1885 – Jekatěrina Svanidzeová, první manželka Josifa Stalina († 5. prosince 1907)
- 1886 – Hans Christoph Drexel, německý malíř a grafik († 3. března 1979)
- 1891 – Max Ernst, německý malíř († 1. dubna 1976)
- 1899 – Robert Hill, britský biochemik († 15. března 1991)
- 1900 – Nils Ambolt, švédský geodet, astronom a spisovatel († 24. listopadu 1969)
- 1901 – Louis Kuehn, americký skokan a olympijský šampion 1920 († 30. března 1981)
- 1902 – Jan Tschichold, německý typograf a spisovatel († 11. srpna 1974)
- 1905 – Kurt Herbert Adler, rakouský dirigent († 9. února 1988)
- 1908 – Ramon Vila Capdevila, katalánský anarchista, člen CNT a guerillový bojovník († 7. srpna 1963)
- 1910 – Carlo Carretto, italský spisovatel († 4. října 1988)
- 1914 – Alec Guinness, anglický herec († 5. srpna 2000)
- 1919 – Delfo Cabrera, argentinský olympijský vítěz v maratonu 1948 († 2. srpna 1981)
- 1920 – Jaroslav Šolc, slovenský odbojář a politik († 8. prosince 1985)
- 1922 – Dino Monduzzi, italský kardinál († 13. října 2006)
- 1926
  - Odlanier Mena, chilský generál a šéf tajné služby Augusta Pinocheta († 28. září 2013)
  - Jack Brabham, australský automobilový závodník († 19. května 2014)
  - Kenny Hagood, americký jazzový zpěvák († 9. listopadu 1989)
- 1927 – Ferenc Puskás, maďarský fotbalista († 17. listopadu 2006)
- 1928 – Serge Gainsbourg, francouzský skladatel († 2. března 1991)
- 1932 – Edward Michael Egan, americký kardinál († 5. března 2015)
- 1933 – György Konrád, maďarský spisovatel († 13. září 2019)
- 1934 – Paul Cohen, americký matematik († 23. března 2007)
- 1938 – Booker Little, americký trumpetista († 5. října 1961)
- 1939 – Marvin Gaye, americký zpěvák, skladatel a muzikant († 1. dubna, 1984)
- 1941 – Ladislav Ballek, slovenský spisovatel, politik a diplomat († 15. dubna 2014)
- 1942 – Leon Russell, americký zpěvák, pianista, kytarista a skladatel († 13. listopadu 2016)
- 1943 – Larry Coryell, americký kytarista (* 19. února 2017)
- 1945 – Linda Hunt, americká herečka
- 1946
  - Sue Townsendová, anglická autorka humoristických románů († 10. dubna 2014)
  - Kurt Winter, kanadský rockový kytarista a skladatel († 14. prosince 1997)
- 1947 – Camille Pagliaová, americká sociální kritička a esejistka
- 1952 – Leon Wilkeson, americký baskytarista skupiny Lynyrd Skynyrd († 27. července 2001)
- 1954 – Donald Petrie, americký filmový režisér
- 1957 – Barbara Jordanová, americká tenistka
- 1959 – Gelindo Bordin, italský atlet
- 1960 – Linford Christie, britský sprinter
- 1966 – Teddy Sheringham, anglický fotbalista
- 1969 – Mariella Ahrensová, německá herečka
- 1971 – Todd Woodbridge, australský tenista
- 1975 – Adam Rodriguez, americký herec
- 1977 – Marc Raquil, francouzský atlet
- 1982 – David Ferrer, španělský tenista
- 1983 – Paul Capdeville, chilský tenista
- 1984 – Miloš Brezinský, slovenský fotbalista
- 1985
  - Ivan Dodig, chorvatský tenista
  - Stéphane Lambiel, švýcarský krasobruslař
- 1986 – Ibrahim Afellay, nizozemský fotbalista
- 1988 – Leone Nakarawa, fidžijský ragbista
- 1990 – Jevgenija Kanajevová, ruská gymnastka
- 1998 – Caelan Doris, irský ragbista

## Úmrtí

### Česko

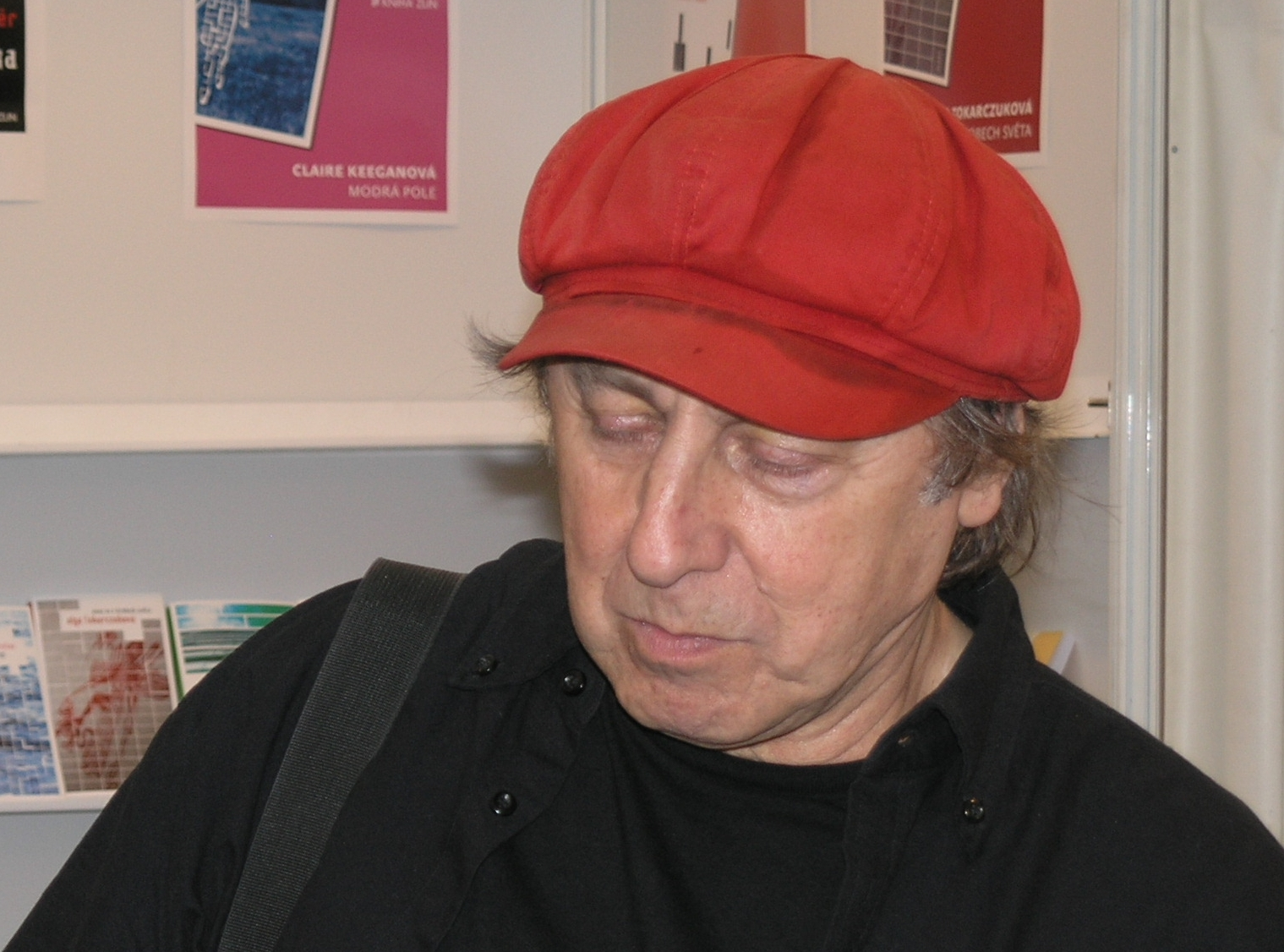
Boris Hybner († 2009)

- 1209 – Eliška Polská, česká kněžna (* 1152)
- 1335 – Jindřich Korutanský, český a polský král (* 1265)
- 1846 – Josef Triebensee, pražský hobojista, dirigent a skladatel († 21. listopadu 1772)
- 1898 – Adam Walach, slezský komunální politik a činovník evangelické církve (* 28. března 1835)
- 1910 – Jan Rosický, českoamerický novinář a prozaik (* 17. prosince 1845)
- 1917 – Jindřich Kafka, vídeňský skladatel českého původu (* 25. února 1844)
- 1919 – Eduard Dominik, teolog, kanovník olomoucké kapituly (* 21. května 1849)
- 1924 – Maxmilián Pirner, český malíř (* 13. února 1854)
- 1927 – Bohuš Pavel Alois Lepař, právník a spisovatel (* 9. prosince 1854)
- 1935 – Lucie Bakešová, česká etnografka a sociální pracovnice (* 26. prosince 1853)
- 1944 – František Hybš, československý politik (* 15. srpna 1868)
- 1959 – Marie Jančáková, zakládající členka Spolku sběratelů a přátel exlibris (* 13. července 1887)
- 1960
  - Rajmund Habřina, básník, novinář, spisovatel a překladatel (* 28. září 1907)
  - Rudolf Kauschka, turista, horolezec a spisovatel německé národnosti (* 2. října 1883)
- 1968 – Josef Cibulka, historik a archeolog (* 1. července 1886)
- 1975 – Josef Hotový, kapelník, skladatel taneční hudby a varhaník (* 8. srpna 1904)
- 1980 – Bohumil Kučera, právník a diplomat (* 16. října 1894)
- 1983 – Jan Buchvaldek, politik (* 23. září 1903)
- 1984 – Lubor Matouš, orientalista (* 2. listopadu 1908)
- 1992 – Svatopluk Skládal, český herec (* 17. března 1926)
- 2001 – Roman Podrázský, sochař (* 24. února 1943)
- 2002
  - Vladimír Černík, tenista (* 9. července 1917)
  - Bohumil Koška, herec (* 30. srpna 1923)
- 2006 – Věra Sládková, spisovatelka, autorka námětu seriálu Vlak dětství a naděje (* 1927)
- 2016 – Boris Hybner, mim, herec, scenárista a režisér (* 5. srpna 1941)
- 2020 – Zdeněk Přikryl, sochař (* 4. července 1928)
- 2025 – Alois Švehlík, herec a divadelní pedagog (* 30. července 1939)

### Svět

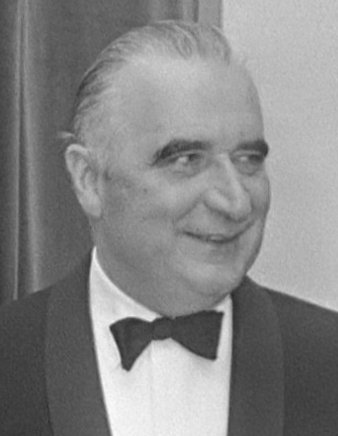
Georges Pompidou († 1974)

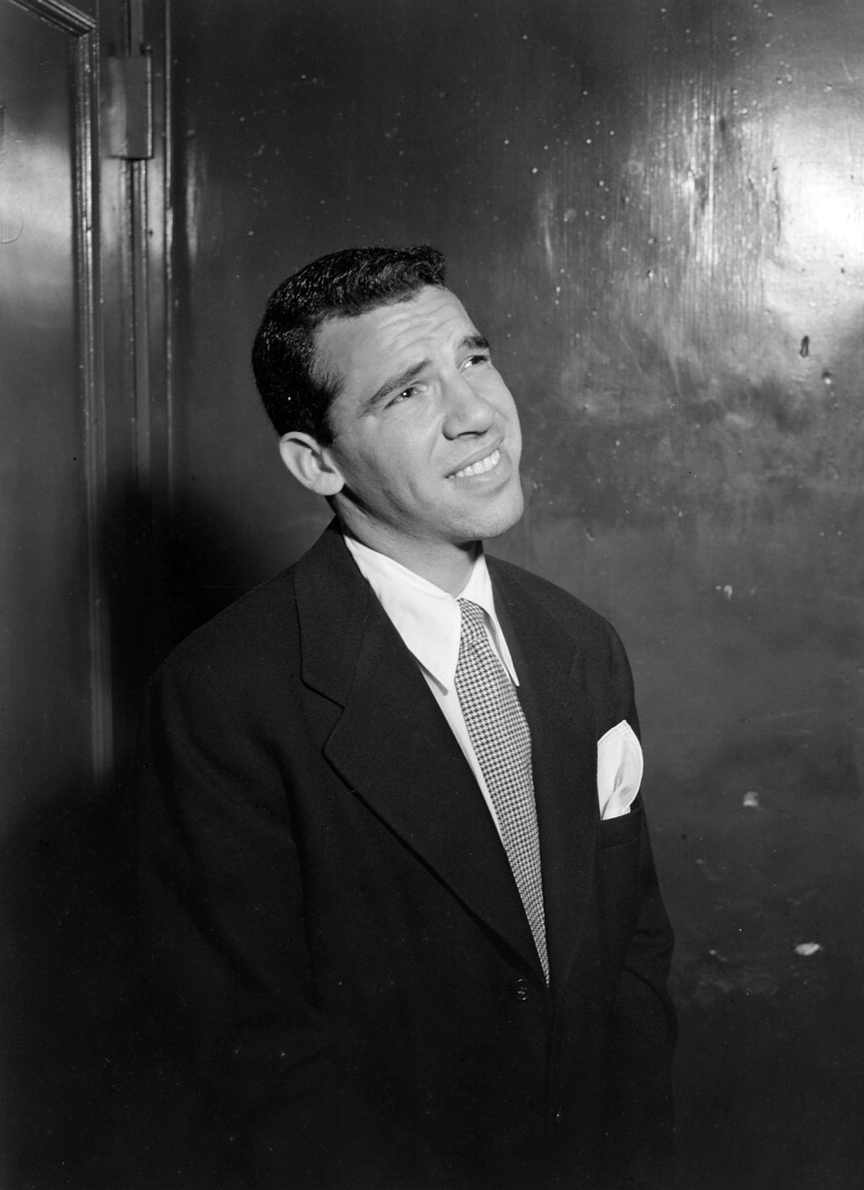
Buddy Rich († 1987)

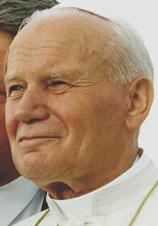
Jan Pavel II. († 2005)

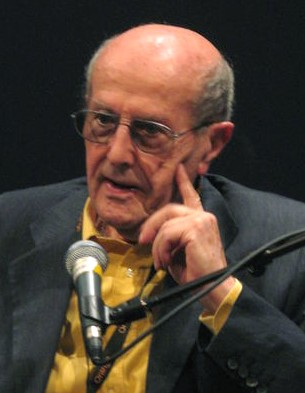
Manoel de Oliveira († 2015)

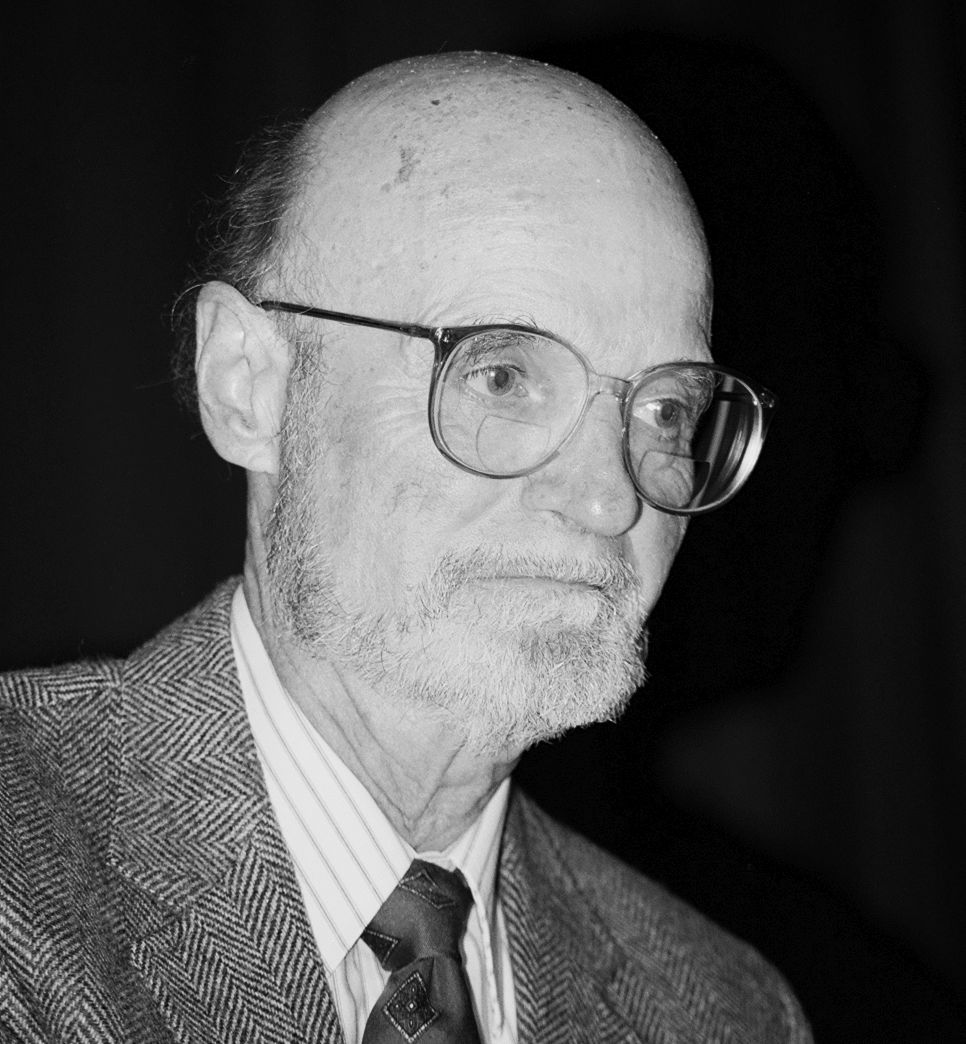
John Simmons Barth († 2024)

- 1111 – Eufémie Uherská, uherská princezna, manželka olomouckého údělníka Oty Olomouckého (* 1045 až 1050)
- 1118 – Balduin I. Jeruzalémský, francouzský šlechtic a křižák (* po 1060)
- 1272 – Richard Cornwallský, římský král (* 5. ledna 1209)
- 1305 – Jana I. Navarrská, královna navarrská (* 14. ledna 1272)
- 1416 – Ferdinand I. Aragonský, aragonský král (* 27. listopadu 1380)
- 1502 – Artur Tudor, princ z Walesu, prvorozený syn anglického krále Jindřicha VII. (* 20. září 1486)
- 1507 – František z Pauly, zakladatel řádu paulánů (* 27. března 1416)
- 1640
  - Maciej Kazimierz Sarbiewski, polský básník, člen jezuitského řádu (* 24. února 1595)
  - Paul Fleming, německý lyrický básník (* 5. října 1609)
- 1657 – Ferdinand III., římský císař a český král (* 13. července 1608)
- 1672 – Pedro Calungsod, filipínský katolický mučedník, světec (* ? 1655)
- 1686 – Eliáš Ladiver, slovenský filozof (* 1633)
- 1785 – Gabriel Bonnot de Mably, francouzský historik (* 14. března 1709)
- 1791 – Honoré Gabriel Riqueti de Mirabeau, francouzský politik, spisovatel a novinář (* 9. března 1749)
- 1796 – Johann Rason, rakouský právník, rektor olomouckého lycea (* 10. února 1753)
- 1797 – Horace Walpole, anglický politik, spisovatel a architekt (* 24. září 1717)
- 1806 – Karl Heinrich Seibt, lužický kněz, filosof a rektor pražské univerzity (* 21. března 1735)
- 1820 – Thomas Brown, skotský filozof, metafyzik a básník (* 9. ledna 1778)
- 1835 – Antonín Viktor Habsbursko-Lotrinský, velmistr řádu německých rytířů (* 31. srpna 1779)
- 1839 – Toussaint-Bernard Émeric-David, francouzský historik umění (* 20. srpna 1755)
- 1864 – Hildegarda Luisa Bavorská, arcivévodkyně, dcera krále Ludvíka I. (* 10. června 1825)
- 1872 – Samuel F. B. Morse, americký vynálezce (* 27. dubna 1791)
- 1875 – Francisco Coll y Guitart, španělský kněz a světec (* 18. května 1812)
- 1877 – Delfina Potocka, polská aristokratka, přítelkyně Frédérica Chopina (* březen 1807)
- 1878 – Louis de Loménie, francouzský spisovatel (* 3. prosince 1815)
- 1885 – Anton Forgách, rakouský vysoký státní úředník a politik (* 6. března 1819)
- 1891
  - Albert Pike, americký právník, spisovatel a voják (* 29. prosince 1809)
  - Ahmed Vefik Paša, osmanský státník, diplomat a velkovezír (* 3. července 1823)
- 1909 – Elena Cuza, moldavská a rumunská šlechtična (* 17. června 1825)
- 1914 – Paul Heyse, německý básník (* 15. března 1830)
- 1919
  - Hermann Helmer, rakouský architekt (* 13. července 1849)
  - Alois von Spens-Booden, předlitavský soudce, státní úředník a politik (* 7. července 1835)
- 1924
  - Franz von Bayros, rakouský malíř (* 28. května 1866)
  - Eugenius Warming, dánský botanik (* 3. listopadu 1841)
- 1927 – Ottokár Prohászka, uherský teolog a biskup ve Stoličném Bělehradě (* 10. října 1858)
- 1928 – Theodore William Richards, americký fyzik (* 31. ledna 1868)
- 1930 – Zauditu I., etiopská císařovna (* 29. dubna 1876)
- 1940 – Hector Garaud, francouzský stíhací pilot (* 27. srpna 1897)
- 1942 – Édouard Estaunié, francouzský spisovatel (* 4. února 1862)
- 1944
  - Mikuláš Moyzes, slovenský hudební skladatel (* 6. prosince 1872)
  - Paul Ludwig Landsberg, německý filozof (* 3. prosince 1901)
- 1945 – Vilmos Apor, maďarský šlechtic, katolický duchovní a mučedník (* 29. února 1892)
- 1952 – Bernard Lyot, francouzský astronom (* 27. února 1897)
- 1954 – Ján Duchaj, československý politik (* 12. března 1869)
- 1960
  - Rudolf Kauschka, německý horolezec (* 2. října 1883)
  - Evelyn Cavendishová, anglická šlechtična a vévodkyně z Devonshire (* 27. srpna 1870)
- 1966 – C. S. Forester, britský spisovatel a dramatik (* 27. srpna 1899)
- 1967 – Avraham Elmalich, izraelský politik (* ? 1876)
- 1972 – Tošicugu Takamacu, učitel bojových umění (* 10. března 1887)
- 1974 – Georges Pompidou, francouzský prezident (* 5. července 1911)
- 1979 – Richard Ettinghausen, německý historik umění (* 5. února 1906)
- 1983 – Čang Ta-čchien, čínský malíř a padělatel obrazů (* 10. května 1899)
- 1987 – Buddy Rich, americký jazzový bubeník a kapelník (* 30. září 1917)
- 1995
  - Dragoslav Mitrinović, srbský matematik (* 23. června 1908)
  - Hannes Olof Gösta Alfvén, švédský fyzik (* 30. května 1908)
  - Julius Hemphill, americký saxofonista (* 24. ledna 1938)
- 1997
  - Julij Mejtus, ukrajinský hudební skladatel (* 28. ledna 1903)
  - Jan Rulf, český archeolog (* 3. března 1952)
- 1999 – Felix Ivanovič Čujev, sovětský básník, novinář a spisovatel (* 4. dubna 1941)
- 2000
  - Tommaso Buscetta, sicilský mafián (* 13. července 1928)
  - Ľudovít Filan, slovenský režisér, scenárista a dramatik (* 27. ledna 1925)
- 2004 – Alan Levy, americký novinář a spisovatel literatury faktu (* 10. února 1922)
- 2005 – Jan Pavel II., papež římskokatolické církve (* 18. května 1920)
- 2007 – Božin Laskov, československý a bulharský fotbalový reprezentant (* 15. února 1922)
- 2009
  - Bud Shank, americký flétnista a saxofonista (* 27. května 1926)
  - František Oldřich Kinský, člen rodu Kinských (* 7. října 1936)
- 2012 – Jimmy Little, australský hudebník, herec a pedagog (* 1. března 1937)
- 2013 – Jess Franco, španělský režisér (* 12. května 1930)
- 2014
  - Urs Widmer, švýcarský spisovatel a překladatel (* 21. května 1938)
  - Glyn Jones, jihoafrický spisovatel, scenárista a herec (* 27. dubna 1931)
- 2015 – Manoel de Oliveira, portugalský filmový režisér (* 11. prosince 1908)
- 2024
  - Maryse Condé, guadeloupská spisovatelka (* 11. února 1934)
  - John Sinclair, americký básník (* 2. října 1941)
  - John Simmons Barth, americký spisovatel (* 27. května 1930)
  - Juan Vicente Pérez, venezuelský zemědělec a nejstarší muž světa  (* 27. května 1909)

## Svátky

### Česko
- Erika
- Áron
- Rozamunda
- Veleslav, Veleslava, Velislav, Velislava, Věslava

### Svět
- Mezinárodní den dětské knihy
- Mezinárodní den ověřování informací[1]
- OSN – Světový den zvýšení povědomí o autismu[2]
- Čad – Vznik Unie států střední Afriky
- Čad – Vznik Unie států střední Afriky
- Švýcarsko – Glarius festival
- Libérie – Národní den modliteb a půstu
- Slovensko – Zita
- Maďarsko – Áron

Katolický kalendář
- Svatý František z Pauly, poustevník a zakladatel řádu Paulánů
- Marie Egyptská